# III-divisioona 2022
La III-divisioona 2022 è la 12ª edizione del campionato di football americano di quarto livello (giocato a 7 giocatori), organizzato dalla SAJL.
Gli Helsinki Wolverines Pink si sono ritirati dopo la 1ª giornata e i loro risultati sono stati annullati.

## Squadre partecipanti
| Club                     | Città     | Stadio | Sponsor ufficiale | Risultato nella stagione 2021 |
| ------------------------ | --------- | ------ | ----------------- | ----------------------------- |
| Helsinki Wolverines Pink | Helsinki  |        |                   |                               |
| Joensuu Wolves           | Joensuu   |        |                   |                               |
| Jyväskylä Jaguars        | Jyväskylä |        |                   |                               |
| Malmi Blaze              | Helsinki  |        | Promesta          |                               |
| Pirkkala Spartans II     | Pirkkala  |        |                   |                               |
| Porvoon Teurastajat      | Porvoo    |        |                   |                               |
| Sipoo Bulldogs           | Sipoo     |        |                   |                               |
| Vaasa Vikings            | Vaasa     |        |                   |                               |

## Stagione regolare

### Calendario

#### 1ª giornata
| Helsinki 4 giugno 2022 | Helsinki Wolverines Pink | 30 – 36 | Porvoon Teurastajat |  |

| Helsinki 4 giugno 2022 | Vaasa Vikings | 8 – 14 | Pirkkala Spartans II |  |

| Helsinki 4 giugno 2022 | Pirkkala Spartans II | 6 – 46 | Porvoon Teurastajat |  |

| Helsinki 4 giugno 2022 | Vaasa Vikings | 16 – 28 | Helsinki Wolverines Pink |  |

#### 2ª giornata
| Vaasa 18 giugno 2022 | Vaasa Vikings | 0 – 18 | Porvoon Teurastajat |  |

| Vaasa 18 giugno 2022 | Porvoon Teurastajat | 52 – 0 | Pirkkala Spartans II |  |

| Vaasa 18 giugno 2022 | Pirkkala Spartans II | 0 – 50 | Vaasa Vikings |  |

#### 3ª giornata
| Sipoo 9 luglio 2022 | Joensuu Wolves | 16 – 0 | Sipoo Bulldogs |  |

| Sipoo 9 luglio 2022 | Jyväskylä Jaguars | 20 – 22 | Malmi Blaze |  |

| Sipoo 9 luglio 2022 | Joensuu Wolves | 14 – 0 | Jyväskylä Jaguars |  |

| Sipoo 9 luglio 2022 | Sipoo Bulldogs | 14 – 22 | Malmi Blaze |  |

#### 4ª giornata
| Jyväskylä 23 luglio 2022 | Malmi Blaze | 6 – 46 | Joensuu Wolves |  |

| Jyväskylä 23 luglio 2022 | Sipoo Bulldogs | 26 – 56 | Jyväskylä Jaguars |  |

| Jyväskylä 23 luglio 2022 | Sipoo Bulldogs | 6 – 30 | Joensuu Wolves |  |

| Jyväskylä 23 luglio 2022 | Malmi Blaze | 12 – 44 | Jyväskylä Jaguars |  |

#### 5ª giornata

##### Torneo di Helsinki
| Helsinki 30 luglio 2022 | Jyväskylä Jaguars | 40 – 20 | Joensuu Wolves |  |

| Helsinki 30 luglio 2022 | Malmi Blaze | 12 – 32 | Sipoo Bulldogs |  |

| Helsinki 30 luglio 2022 | Joensuu Wolves | 30 – 16 | Malmi Blaze |  |

| Helsinki 30 luglio 2022 | Sipoo Bulldogs | 20 – 66 | Jyväskylä Jaguars |  |

##### Torneo di Porvoo
| Porvoo 30 luglio 2022 | Porvoon Teurastajat | 44 – 0 | Vaasa Vikings |  |

### Classifiche
Le classifiche della regular season sono le seguenti:
- PCT = percentuale di vittorie, G = partite giocate, V = partite vinte,  P = partite perse, PF = punti fatti, PS = punti subiti

#### Girone 1
| Pos. | Squadra           | PCT  | G | V | N | P | PF  | PS  |
| ---- | ----------------- | ---- | - | - | - | - | --- | --- |
| 1    | Joensuu Wolves    | .833 | 6 | 5 | 0 | 1 | 156 | 68  |
| 2    | Jyväskylä Jaguars | .667 | 6 | 4 | 0 | 2 | 226 | 114 |
| 3    | Malmi Blaze       | .333 | 6 | 2 | 0 | 4 | 90  | 186 |
| 4    | Sipoo Bulldogs    | .167 | 6 | 1 | 0 | 5 | 98  | 202 |

#### Girone 2
| Pos. | Squadra                  | PCT   | G | V | N | P | PF  | PS  |
| ---- | ------------------------ | ----- | - | - | - | - | --- | --- |
| 1    | Porvoon Teurastajat      | 1.000 | 4 | 4 | 0 | 0 | 160 | 6   |
| 2    | Vaasa Vikings            | .250  | 4 | 1 | 0 | 3 | 58  | 76  |
| 3    | Pirkkala Spartans II     | .250  | 4 | 1 | 0 | 3 | 20  | 156 |
| -    | Helsinki Wolverines Pink | -     | - | - | - | - | -   | -   |

## Playoff

### Tabellone
|  | Semifinali | Semifinali          | Semifinali |                |     | X Äijämalja         | X Äijämalja       | X Äijämalja     |  |
|  |            |                     |            |                |     |                     |                   |                 |  |
|  | 1-2        | Porvoon Teurastajat | 34         |                |     |                     |                   |                 |  |
|  | 1-2        | Porvoon Teurastajat | 34         |                |     |                     |                   |                 |  |
|  | 3-1        | Malmi Blaze         | 6          |                |     |                     |                   |                 |  |
|  | 3-1        | Malmi Blaze         | 6          |                | 1-2 | Porvoon Teurastajat | 38                |                 |  |
|  |            |                     |            |                | 1-2 | Porvoon Teurastajat | 38                |                 |  |
|  |            |                     | 1-1        | Joensuu Wolves | 14  |                     |                   |                 |  |
|  | 1-1        | Joensuu Wolves      | 1-1        | Joensuu Wolves | 14  | 30                  |                   |                 |  |
|  | 1-1        | Joensuu Wolves      |            |                |     | 30                  |                   |                 |  |
|  | 2-1        | Jyväskylä Jaguars   | 14         |                |     | Finale 3º posto     | Finale 3º posto   | Finale 3º posto |  |
|  | 2-1        | Jyväskylä Jaguars   | 14         |                |     |                     |                   |                 |  |
|  |            |                     |            |                |     |                     |                   |                 |  |
|  |            |                     |            |                |     | 3-1                 | Malmi Blaze       | 28              |  |
|  |            |                     |            |                |     | 3-1                 | Malmi Blaze       | 28              |  |
|  |            |                     |            |                |     | 2-1                 | Jyväskylä Jaguars | 0               |  |

### Semifinali
| Porvoo 13 agosto 2022 | Porvoon Teurastajat | 34 – 6 | Malmi Blaze |  |

| Porvoo 13 agosto 2022 | Joensuu Wolves | 30 – 14 | Jyväskylä Jaguars |  |

### Finale 3º - 4º posto
| Porvoo 13 agosto 2022 | Jyväskylä Jaguars | 0 – 28 | Malmi Blaze |  |

### X Äijämalja
| Porvoo 13 agosto 2022 | Porvoon Teurastajat | 38 – 14 | Joensuu Wolves |  |

## Verdetti
- Porvoon Teurastajat Vincitori dell'Äijämalja 2022